# زمزمه (فیلم)
زمزمه فیلمی به کارگردانی خسرو ملکان و نویسندگی خسرو ملکان و محمدعلی معصوم دوست محصول سال ۱۳۶۶ است.

## خلاصه داستان
دانشجویی به نام جواد در حال پخش اعلامیه مورد اصابت گلولهٔ مأموران امنیتی قرار می‌گیرد و در بارگیر وانتی از مهلکه می‌گریزد، حمید در مواجه با جواد به او علاقه‌مند می‌شود. مدتی بعد پلیس حمید را دستگیر و برای دست یافتن به محل اختفای جواد او را شکنجه می‌کنند. حمید اقرار نمی‌کند و استوار رحمانی پدر حمید، علی‌رغم مخالفت با ادامهٔ رابطهٔ پسرش و جواد از تحویل دادن او به پلیس امتناع می‌کند. حمید به گروه سیاسی ضد رژیم، که جواد عضو آن است، می‌پیوندد. چندی بعد در عملیاتی حمید به دست رئیس شهربانی کشته می‌شود. استوار رحمانی به تلافی انتقام خون فرزندش را می‌گیرد و جواد که در درگیری مجروح شده سوار بر وانتی از مهلکه می‌گریزد.

## بازیگران
- رضا صابری
- مهدی صباغی
- رضا سعیدی
- امیرحسین خان شهری
- زهرا بخشیان
- محمد سیف الهی
- عفت گل وش
- مجتبی هویدی
- محمد الهی
- حسن عابدی
- احمد رضاییان
- محمد بهروز
- علی مقدسی
- رضا داروغگی
- محمود تقوی
- اکبر داوودی
- احسان خانی